# Carlos de Candamo
Carlos González de Candamo y Rivero (15 de febrero de 1871 - 16 de febrero de 1946)  fue un deportista y diplomático peruano, fue el primer peruano en competir en unos Juegos Olímpicos de Verano .

## Biografía

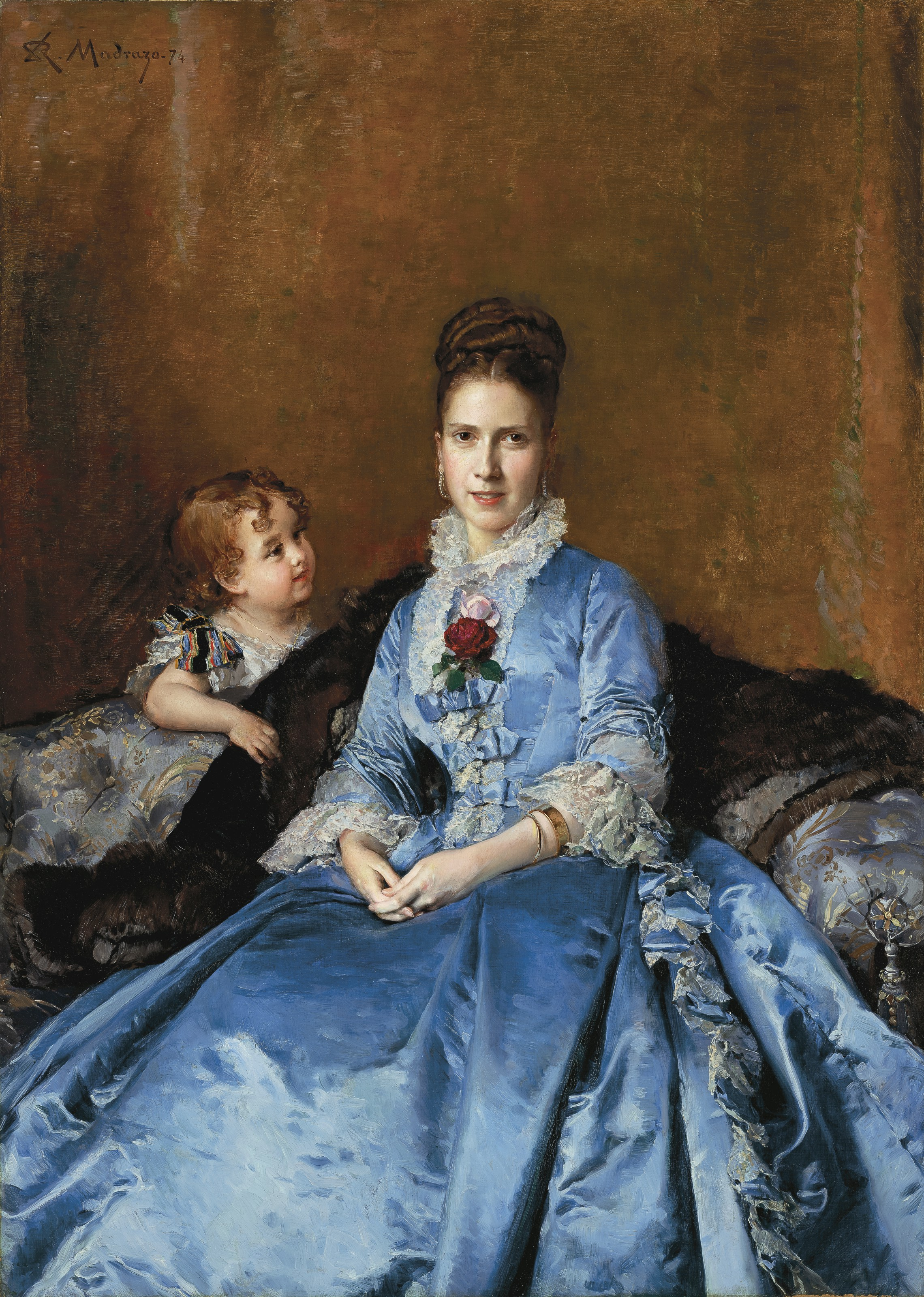
Carlos de Candamo con su madre, retratados por Raimundo de Madrazo (1874)

Carlos González de Candamo nació en Londres, Inglaterra, como hijo de Carlos González de Candamo e Iriarte y de Clotilde de Ascencio y Salas de Rivero. Miembro de una familia prominente en los negocios y la política peruanas, su padre fue por muchos años ministro plenipotenciario de su país en Francia y en el Reino Unido y su tío Manuel Candamo llegó a ser presidente del Perú. Hermanos suyos fueron Gaspar, quien falleció en 1915 sirviendo en el Ejército francés durante la I Guerra Mundial, Gonzalo, competidor olímpico, y Clotilde, establecida en España y casada con el marqués de Arcicollar.
Candamo estudió en el Lycée Janson-de-Sailly en París, al que tempranamente representó en distintos campeonatos deportivos. Miembro del Racing Club de France, jugó en la primera edición de la competencia de tenis del Abierto de Francia en 1891 cuando solo había cinco participantes y se jugó sobre césped, al año siguiente ganó el Campeonato de la Unión Francesa de Rugby de 1892 con Racing Club de France, predecesor del actual Racing Metro, fue capitán y jugó junto a uno de sus hermanos, luego fue subcampeón en el Campeonato de la Unión Francesa de Rugby de 1892-93.
Es principalmente famoso por representar a Perú en los Juegos Olímpicos de Verano de 1900 en París. Es considerado el primer atleta olímpico en representar a Perú, participó en dos eventos de esgrima, en el evento de florete, los ganadores fueron decididos por los jueces, se clasificó desde su primera ronda,  en su siguiente ronda no avanzó automáticamente. por los jueces y se le dijo que compitiera en la ronda de Repechaje , donde no pudo avanzar más,  en su otro evento, la espada , fue atraído por un grupo de seis tiradores, aunque no se conocen los resultados completos. sabemos que terminó fuera de los dos primeros del grupo, así que no avanzó, tarde fue invitado a convertirse en miembro del Comité Olímpico Internacional, cargo que ocupó desde 1909 hasta 1922.
Siguió la tradición familiar y se convirtió en diplomático, siendo nombrado Enviado extraordinario y ministro plenipotenciario de Perú al Reino Unido en mayo de 1901.  Más tarde se desempeñó como Embajador de Francia en Perú y firmó el Tratado de Versalles en nombre de su país.
En los último años de su vida, se desempeñó como cónsul del Perú en Biarritz, ciudad en la que falleció en 1946.